# Voisines (Yonne)
Voisines és un municipi francès, situat al departament del Yonne i a la regió de Borgonya - Franc Comtat. L'any 2007 tenia 402 habitants.

## Demografia

### Població
El 2007 la població de fet de Voisines era de 402 persones. Hi havia 166 famílies, de les quals 34 eren unipersonals (4 homes vivint sols i 30 dones vivint soles), 64 parelles sense fills, 55 parelles amb fills i 13 famílies monoparentals amb fills.
La població ha evolucionat segons el següent gràfic:
Habitants censats

### Habitatges
El 2007 hi havia 248 habitatges, 163 eren l'habitatge principal de la família, 70 eren segones residències i 15 estaven desocupats. Tots els 247 habitatges eren cases. Dels 163 habitatges principals, 146 estaven ocupats pels seus propietaris, 16 estaven llogats i ocupats pels llogaters i 1 estava cedit a títol gratuït; 9 tenien dues cambres, 23 en tenien tres, 36 en tenien quatre i 95 en tenien cinc o més. 131 habitatges disposaven pel capbaix d'una plaça de pàrquing. A 74 habitatges hi havia un automòbil i a 78 n'hi havia dos o més.

### Piràmide de població
La piràmide de població per edats i sexe el 2009 era:
| Homes | Edats   | Dones |
| ----- | ------- | ----- |
| 0     | 95 o +  | 0     |
| 4     | 90 a 94 | 4     |
| 4     | 85 a 89 | 4     |
| 0     | 80 a 84 | 0     |
| 4     | 75 a 79 | 4     |
| 12    | 70 a 74 | 12    |
| 12    | 65 a 69 | 8     |
| 8     | 60 a 64 | 4     |
| 12    | 55 a 59 | 8     |
| 4     | 50 a 54 | 20    |
| 24    | 45 a 49 | 12    |
| 16    | 40 a 44 | 20    |
| 16    | 35 a 39 | 16    |
| 8     | 30 a 34 | 4     |
| 4     | 25 a 29 | 16    |
| 16    | 20 a 24 | 4     |
| 16    | 15 a 19 | 16    |
| 4     | 10 a 14 | 20    |
| 4     | 5 a 9   | 4     |
| 4     | 0 a 4   | 16    |

## Economia
El 2007 la població en edat de treballar era de 260 persones, 198 eren actives i 62 eren inactives. De les 198 persones actives 176 estaven ocupades (96 homes i 80 dones) i 23 estaven aturades (9 homes i 14 dones). De les 62 persones inactives 24 estaven jubilades, 16 estaven estudiant i 22 estaven classificades com a «altres inactius».

### Ingressos
El 2009 a Voisines hi havia 181 unitats fiscals que integraven 465 persones, la mediana anual d'ingressos fiscals per persona era de 19.950 €.

### Activitats econòmiques
Dels 17 establiments que hi havia el 2007, 1 era d'una empresa de fabricació d'altres productes industrials, 4 d'empreses de construcció, 1 d'una empresa de comerç i reparació d'automòbils, 2 d'empreses de transport, 3 d'empreses de serveis, 3 d'entitats de l'administració pública i 3 d'empreses classificades com a «altres activitats de serveis».
Dels 5 establiments de servei als particulars que hi havia el 2009, 1 era un paleta, 3 lampisteries i 1 perruqueria.
L'any 2000 a Voisines hi havia 17 explotacions agrícoles que ocupaven un total de 2.244 hectàrees.

## Equipaments sanitaris i escolars
El 2009 hi havia una escola elemental integrada dins d'un grup escolar amb les comunes properes formant una escola dispersa.

## Poblacions més properes
El següent diagrama mostra les poblacions més properes.